# Pessic theta

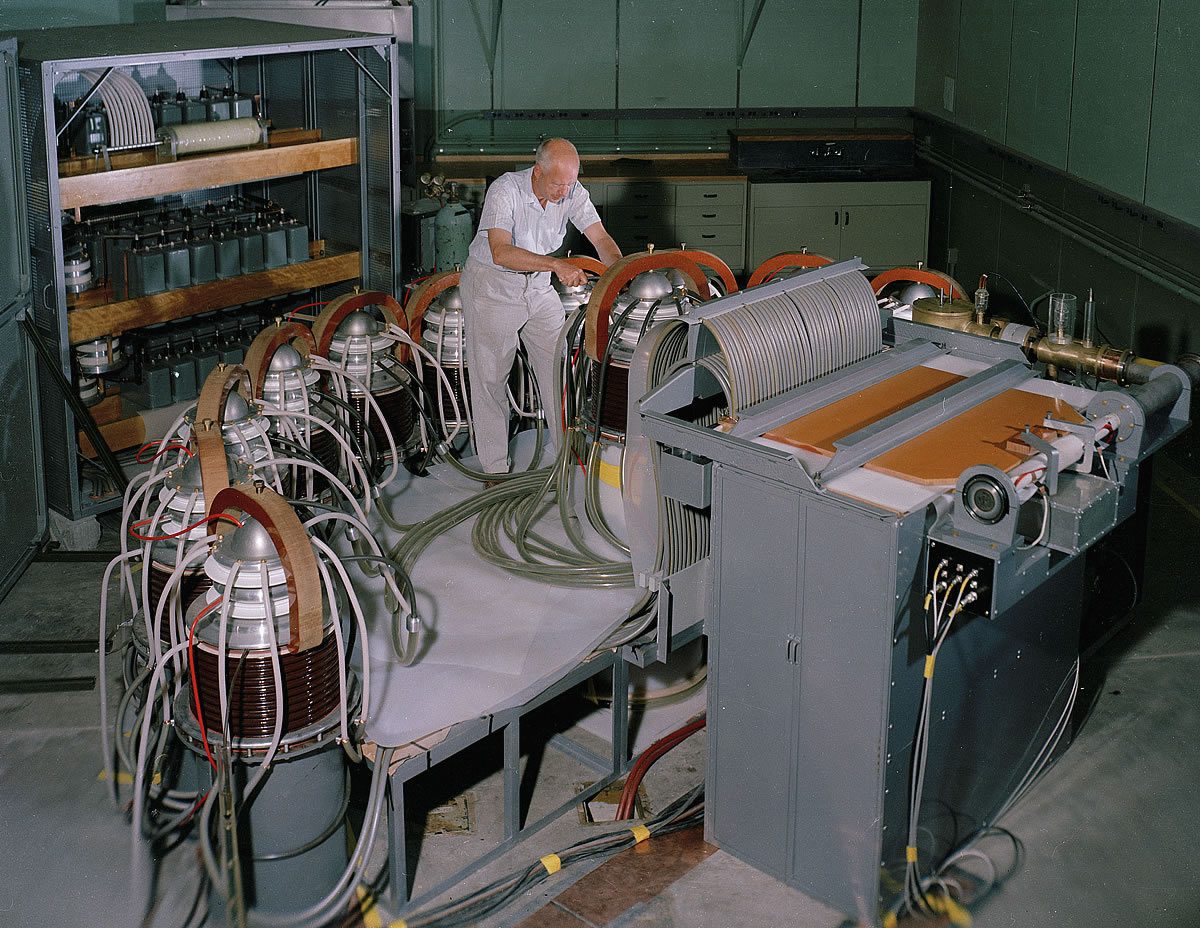
L'Scylla original es va completar el 1958 i aviat va demostrar les primeres reaccions de fusió controlades. La cambra de reacció és el centre del tub blanc a la dreta.

Theta-pinch, o θ-pinch, és un tipus de disseny de reactor de potència de fusió. El nom fa referència a la configuració dels corrents utilitzats per confinar el combustible de plasma al reactor, disposats per circular al voltant d'un cilindre en la direcció normalment indicada com a theta als diagrames de coordenades polars. El nom es va escollir per diferenciar-lo de les màquines en funció de l'efecte de pessic que disposaven els seus corrents pel centre del cilindre; aquestes es van conèixer com a màquines de pessic z, fent referència a l'eix Z en coordenades cartesianes.
Theta-pinch es va desenvolupar principalment als Estats Units, principalment al Laboratori Nacional de Los Alamos (LANL) en una sèrie de màquines conegudes com Scylla. El 1958, Scylla I va ser la primera màquina que va demostrar clarament les reaccion de fusió termonuclear del deuteri de manera controlada. Es va convertir en una de les principals línies d'investigació de la fusió durant la dècada de 1960. General Electric i el Naval Research Laboratory també van experimentar amb el concepte, i més tard, molts laboratoris internacionals. Una sèrie de màquines va ser coberta per l'Scylla IV que va demostrar temperatures de fins a 80 milions K, més que suficient per mantenir un plasma ardent. Durant aquestes tirades, Escil·la IV va produir milers de milions de reaccions de fusió.
Les màquines Scylla també van demostrar temps de confinament molt pobres, de l'ordre d'uns pocs microsegons. Es creia que això es devia a pèrdues als extrems dels tubs lineals. Scyllac (Scylla-closed) va ser dissenyat per provar una versió toroidal que milloraria mil vegades el confinament. Un error de disseny va fer que Scyllac no pogués apropar-se al rendiment desitjat, i la Comissió d'Energia Atòmica dels Estats Units va tancar el programa el 1977 per centrar-se en el tokamak i el mirall magnètic.
Part de la manca d'interès en theta des dels anys 70 es deu a una variació del disseny coneguda com a configuració de camp inversa, o FRC, que ha estat explorada de manera significativa. En aquesta versió, els camps magnètics induïts són induïts perquè prenguin una forma tancada que ofereix un millor confinament. Les diferències són suficients perquè els FRC es considerin un concepte separat. De la mateixa manera, el pessic theta es veu sovint en sistemes de fusió d'objectius magnetitzats, però aquests també difereixen significativament del concepte original.

## Fonaments de la fusió
La fusió nuclear es produeix quan els nuclis, els protons i els neutrons s'apropen prou perquè la força nuclear els uneixi en un únic nucli més gran. S'oposa a aquesta acció la força electroestàtica, que fa que les partícules carregades elèctricament amb càrregues semblants, com els protons, es repel·lin entre elles. Per fusionar-se, les partícules han de viatjar prou ràpid per superar aquesta barrera de coulomb. La força nuclear augmenta amb el nombre de nuclis i la barrera de coulomb es redueix quan es maximitza el nombre de neutrons als nuclis, la qual cosa fa que la velocitat de fusió es maximitzi per als isòtops d'elements més lleugers com l'hidrogen i l'heli amb neutrons addicionals. 
Utilitzant l'electromagnetisme clàssic, les energies necessàries per superar la barrera de coulomb serien enormes. Els càlculs van canviar considerablement durant la dècada de 1920 a mesura que els físics exploraven la nova ciència de la mecànica quàntica. L'article de 1928 de George Gamow sobre el túnel quàntic va demostrar que les reaccions nuclears podrien tenir lloc a energies molt inferiors a les que prediria la teoria clàssica. Utilitzant aquesta nova teoria, el 1929 Fritz Houtermans i Robert Atkinson van demostrar que les taxes de reacció esperades al nucli del sol donaven suport al suggeriment d'Arthur Eddington de 1920 que el sol funcionava per fusió.  El 1934, Mark Oliphant, Paul Harteck i Ernest Rutherford van ser els primers a aconseguir la fusió a la Terra, utilitzant un accelerador de partícules per disparar nuclis de deuteri en una làmina metàl·lica que contenia deuteri, liti i altres elements.  Això els va permetre mesurar la secció transversal nuclear de diverses reaccions de fusió i va determinar que la reacció deuteri-deuteri es va produir amb l'energia més baixa, amb un màxim d'uns 100.000 electronvolts (100 keV). 

## Efecte de pessic
En els primers dies del programa de fusió, ràpidament van sorgir tres dissenys que abordaven aquests problemes. El stellarator era un dispositiu una mica complex, però tenia algunes qualitats atractives. El mirall magnètic i els dispositius d'efecte de pessic eren espectacularment més senzills, el primer consistia en un solenoide modificat i el segon és efectivament una versió d'alta potència d'una làmpada fluorescent. Pinch, en particular, semblava una solució extremadament senzilla al problema del confinament, i s'estava estudiant activament als laboratoris dels EUA, el Regne Unit i la URSS. 
A mesura que aquestes màquines es van començar a provar a nivells de confinament més alts, ràpidament es va fer evident un problema important. Quan s'aplicava el corrent i el plasma començava a pessigar-se en una columna, es tornava inestable, es retorçava i finalment colpejava els costats del tub. Aviat es va adonar que això era degut a lleugeres diferències en la densitat del gas; quan s'aplicava la descàrrega, les zones on la densitat era fins i tot una mica més alta tindrien un corrent més alt i, per tant, més pressió magnètica. Això faria que aquesta zona es pessigués més ràpidament, augmentant encara més la densitat, i una reacció en cadena coneguda com "la torsió" la va obligar a sortir de l'àrea de confinament. 

## Pessic theta
Un enfocament per resoldre els problemes d'estabilitat que es veuen a les màquines de pessic va ser el concepte de "pinch ràpid". En aquest enfocament, el corrent elèctric que va generar el pessic es va aplicar en una sola ràfega breu. L'explosió va ser massa breu per provocar que tot el plasma es col·lapsés, en canvi només es van comprimir les capes exteriors, i tan ràpidament que es va formar una ona de xoc. L'objectiu era utilitzar aquesta ona de xoc per comprimir el plasma en lloc del pessic normal que intentava col·lapsar tota la columna de plasma. 